# فيزياء اقتصادية
الفيزياء الاقتصادية من فروع الفيزياء التي تربط بين الفيزياء والاقتصاد ويوظف الأبحاث والنظريات الفيزيائية في إيجاد الحلول الاِقتصادية. ومن هذه النظريات المعلاج التصادفي ونظرية الفوضى ونظريات الريبة، ومن ذلك المالية الإحصائية والتي تعد ربيبة الفيزياء الإحصائية. ويجري هذا امتدادا لرغبة الفيزيائين في دخول غمار العلوم الاجتماعية كدانييل برنولي والفيزيائي جوسيه قيبس. شارك الاقتصادي إيرفينغ فيشر في وضع لبنات الاقتصاد اللاكلاسيكي. يعتمد الفزيوصاديون علمي الاحتمال والإحصاء في دراساتهم كونهما ركني الفيزياء الاقتصادية. ويوظفون النمذجة الفيزيائية في المواضيع الاِقتصادية كنمذجة التخلل ونمذجة الشواش النافعة في دراسة حرجية التنظيم الذاتي تماما كما يستعملها الأطباء في دراسة السكتات القلبية وكما يستعملها علماء الأرض في تخمين الزلازل. وتجري محاولات للاستعانة بالنظريات الحديثة كنظرية التعقد لموري جيلمان ونظرية المعلومات لكلاوديو شانون وإقحامها في قائمة الأدوات المستعملة. ويتخيل الفزيوصاديون العلاقات بين العملاء الرقتصاديين على أنها مشابهة لتلك الاحتكاكات بين الجزيئات فلا بد من أن مبادئ الميكانيكا الإحصائية تسري عليها بشكل ما آخذين بالعلم المباينة الظاهرة في الخصائص بين الجزيئات والإنسان. ومن الأدوات التي يوظفها الفزيوصاديون في دراساتهم ما يلي:
1. جريان الموائع
2. الميكانيكا الكلاسيكية
3. ميكانيكا الكم التي ولدت اقتصاد الكم
4. صيغة تكامل المسار

كما أن هناك وجه شبه بين نظرية الانتشار والنظرية المالية.